# ساختمان فلت‌آیرن

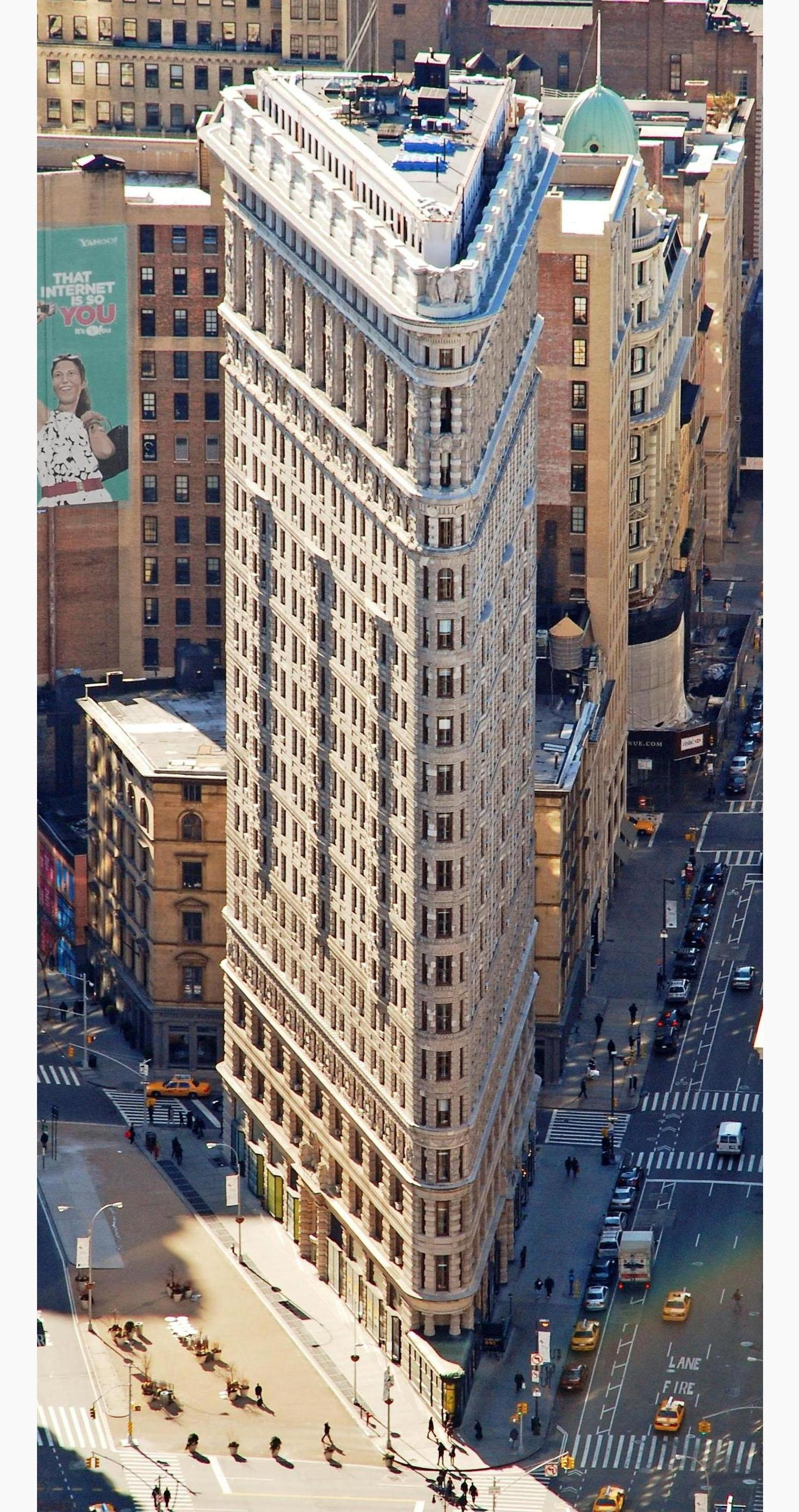
نمایی هوایی از ساختمان فِلَت‌آیرن در نبش خیابان‌های پنجم، بیست و سوم و برادوی و در روبروی تقاطع میدان مدیسون قرار گرفته است

ساختمان فِلَت‌آیرن (به انگلیسی: Flatiron Building) یکی از بلندترین ساختمان‌های نیویورک بود که در سال ۱۹۰۲ میلادی در محله منهتن در نیویورک، ایالات متحده آمریکا ساخته شد. ساختمان فلت‌آیرن در طول سال‌ها بدلیل اهمیت معماری نامتعارف و مکان تاریخی آن به یکی از «نمادهای کلان‌شهر نیویورک» تبدیل شده‌است. 
ساختمان فلت‌آیرن در تقاطع خیابان‌های پنجم، بیست و سوم، برادوی و روبروی تقاطع میدان مدیسون قرار گرفته است.
مهندس سازه این بنا دانیل برنهم و معمار آن جان روت هستند.

## نگارخانه

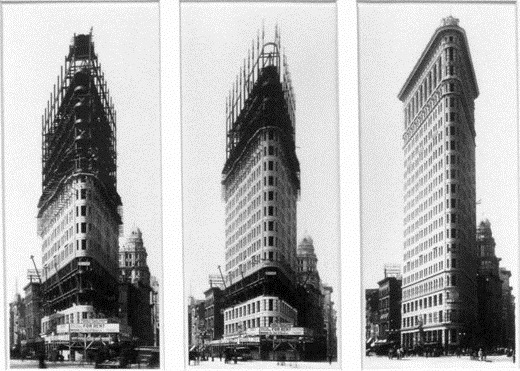
مراحل ساخت و ساز
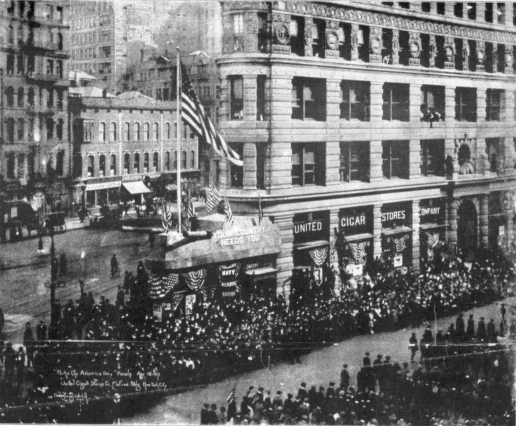
ایستگاه استخدام نیروی دریایی ایالات متحده آمریکا در ساختمان "کاوکچر" در حین رژه "آمریکا برخیز" پیش از پایان جنگ جهانی اول (۱۹ آوریل ۱۹۱۷)
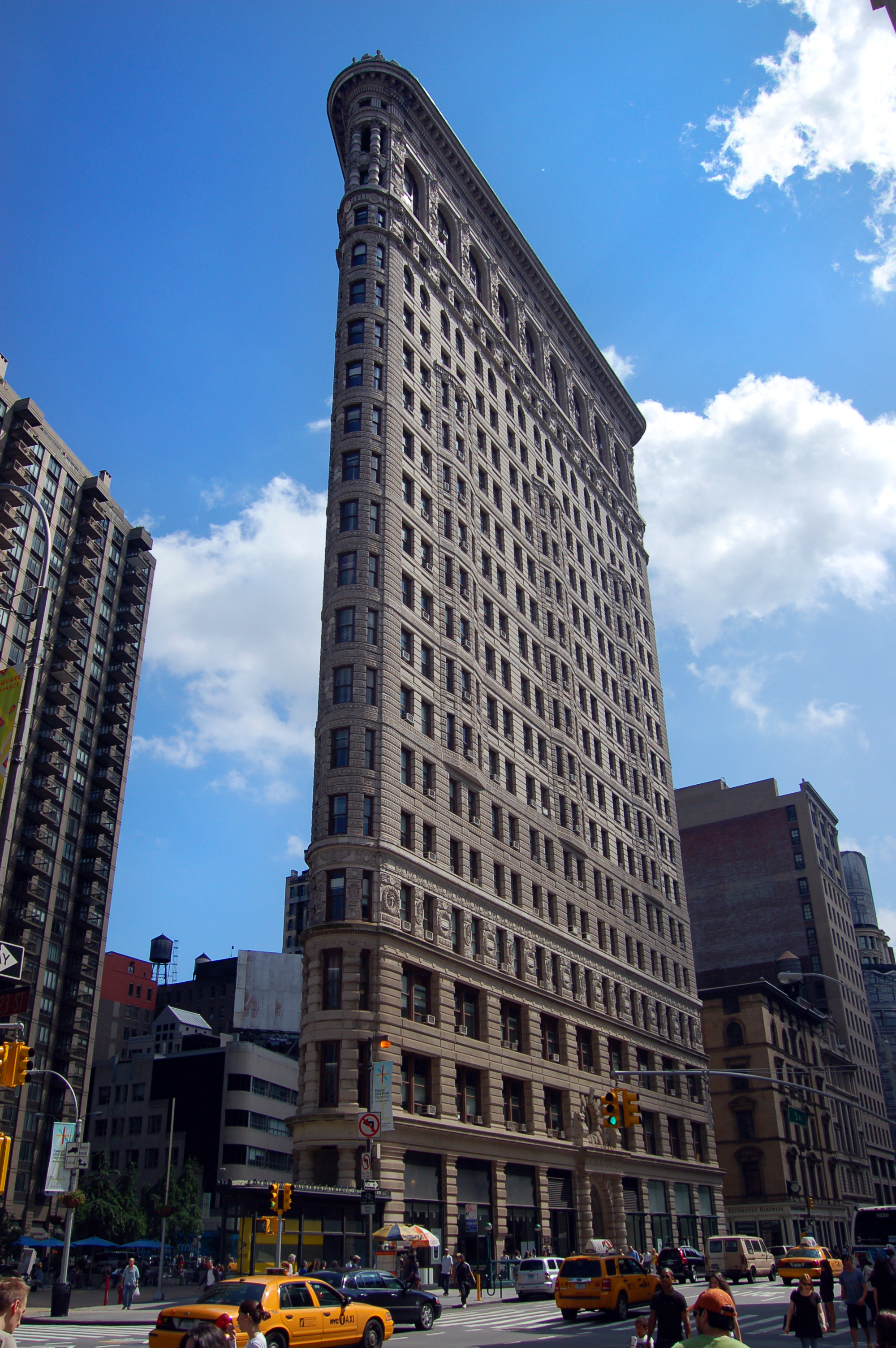
نمای بغل
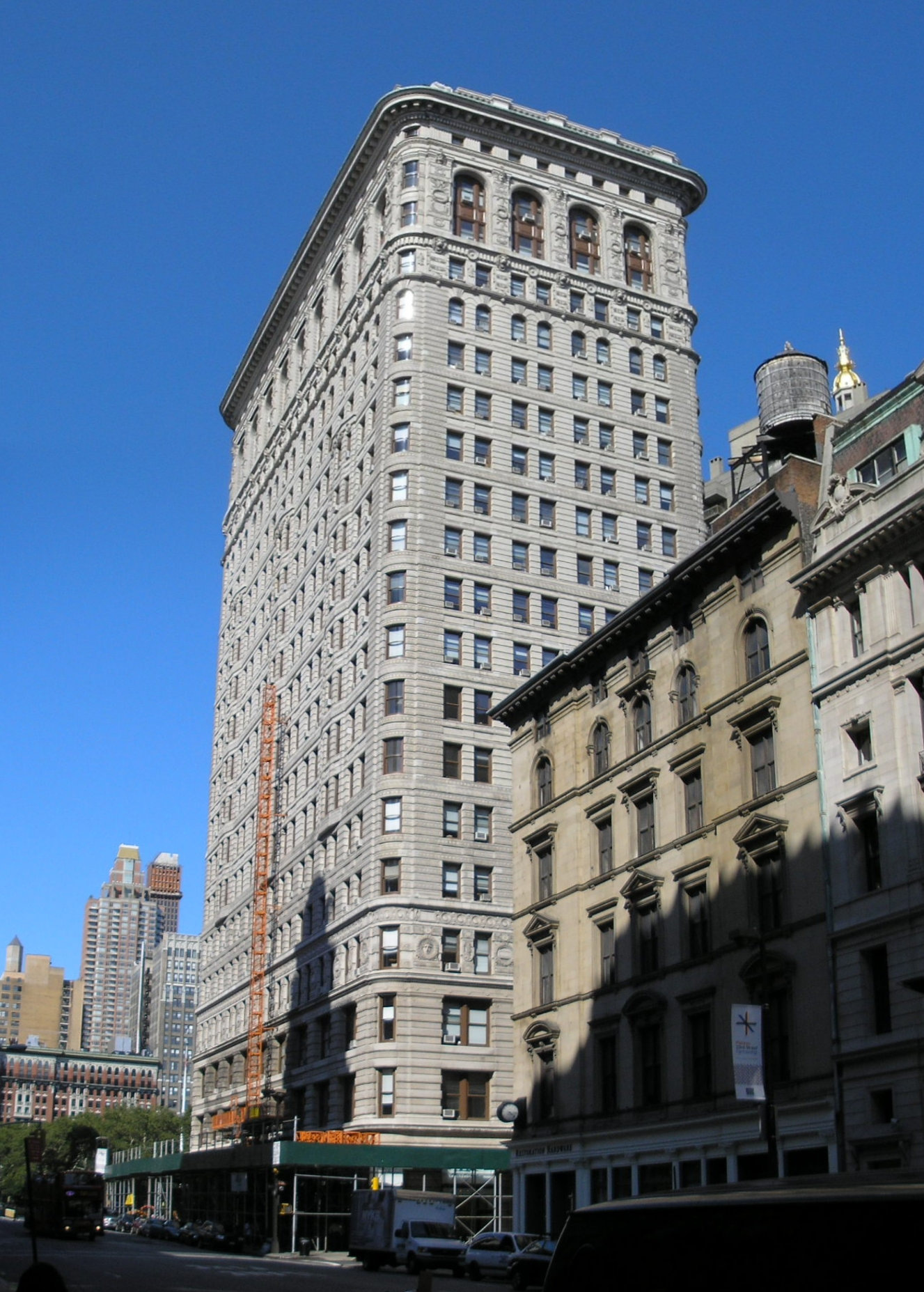
نمای عقب
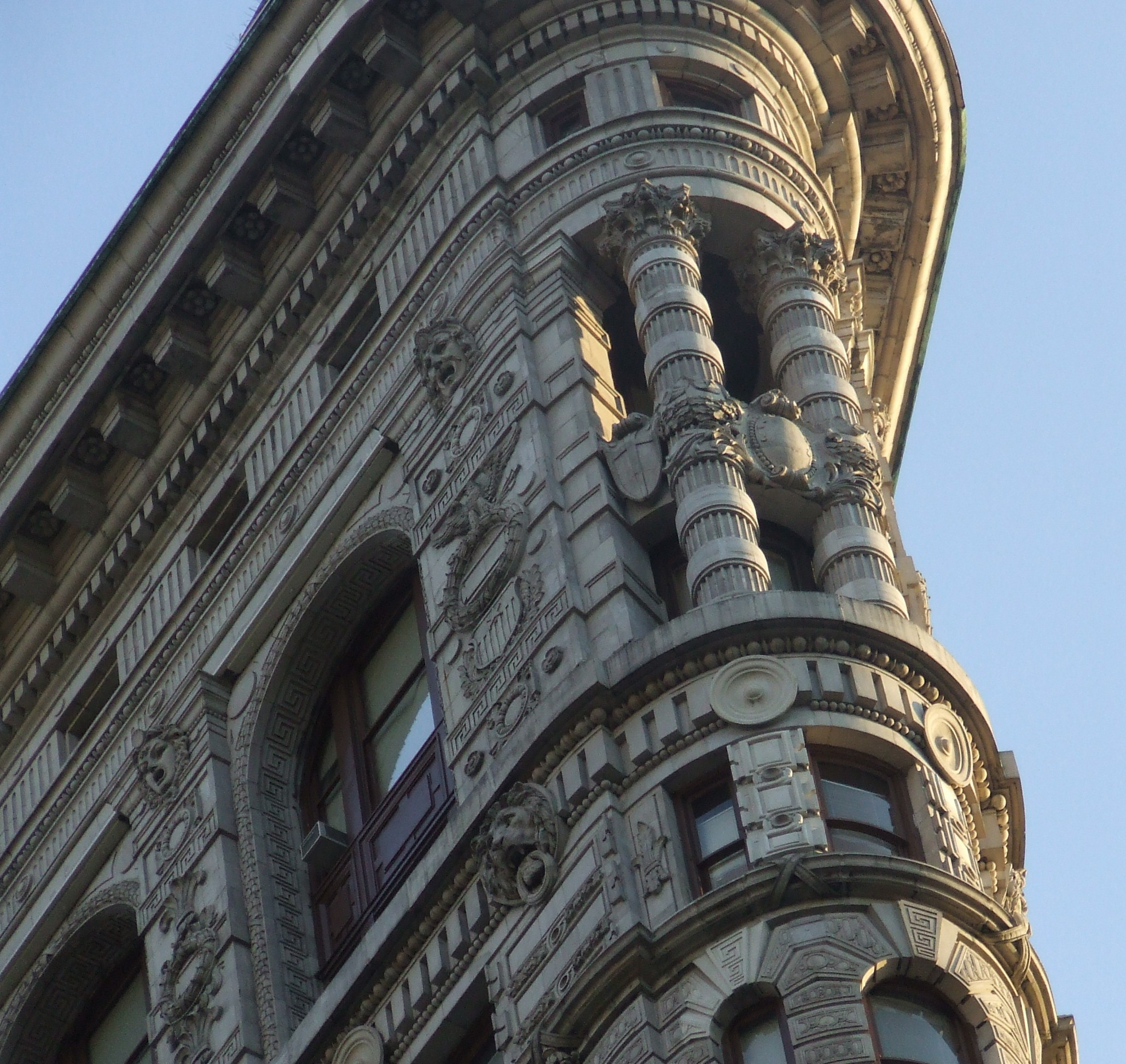
نمای نزدیک از راس